# Nano 4 women

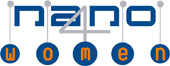

nano4women ist ein 1995 gegründetes, international operierendes Netzwerk, in dem sich Vertreter aus Wissenschaft, Wirtschaft und Politik im Bereich Nanotechnologie vereinen. Der Verbund unterstützt mit verschiedenen Projekten angehende und etablierte Wissenschaftlerinnen.

## Ziele der Organisation
Der Verbund unterstützt Wissenschaftlerinnen bei ihrer Karriere im Bereich Nanotechnologie mit dem Ziel, den Frauenanteil in diesem Arbeitsmarkt national wie international zu vergrößern. Dazu verfolgt das Netzwerk den Austausch zwischen Nano-Wissenschaft, Politik, Wirtschaft und Öffentlichkeit. Im Vordergrund der Arbeit von nano4women steht die genderpolitische Diskussion in Bezug auf Frauen in Naturwissenschaften. Zum Start des Verbunds nano4women wurde am 18. November 2005 in Paderborn eine internationale Fachtagung abgehalten. Hier wurden Möglichkeiten besprochen, den Frauenanteil in der Nanotechnologie zu befördern und konkrete Ziele des Projekts vorgestellt. In verschiedenen Foren wurden Trends und Entwicklungen im Bereich der Nanotechnologie als Forschungsbereich und als Arbeitsmarkt diskutiert. Die Tagung stand unter der Schirmherrschaft von Edelgard Bulmahn, Bundesministerin für Bildung und Forschung a. D. Der Aufbau des Netzwerkes wurde durch das Bundesministerium für Bildung und Forschung (BMBF) gefördert.
Zur Realisierung dieser Ziele wurden verschiedene Projekte ins Leben gerufen, die derzeit unter der Leitung von Prof. Ralf B. Wehrspohn von der Martin-Luther-Universität Halle-Wittenberg und Ilka Bickmann von science2public – Gesellschaft für Wissenschaftskommunikation koordiniert werden. Die Inhalte dieser Projekte bestehen in der Sensibilisierung von Schülerinnen gegenüber der Nano-Wissenschaft als mögliches Studium, der Karriereförderung von Nano-Wissenschaftlerinnen, insbesondere die Existenzgründung, und dem allgemeinen öffentlichen Dialog zum Thema Nanotechnologie.
Die Präsentation der Ergebnisse der Arbeit des Netzwerkes ist Teil einer Ausstellung in der DASA – Arbeitswelt Ausstellung Dortmund.
Nach eigenen Angaben hat das Netzwerk etwa 300 Mitglieder. In einer Datenbank können gezielt Partnerinnen für konkrete Projekte und Kooperationen ermittelt und angesprochen werden. Es wird ein Newsletter herausgegeben.

## Projekte

### NOrA
Die Nano-Orientierungs-Akademie (NOrA) fördert das Interesse von Schülerinnen der Oberstufe an MINT-Studiumsfächern, speziell der Bereich Nanotechnologie. Ziel ist es, den späteren Studiums- und Berufseinstieg in diesem Bereich zu erleichtern. In Zusammenarbeit mit Universitäten stellt die Akademie Nanowissenschaften als variantenreiches Forschungsgebiet vor. Vor Ort führen Schülerinnen, begleitet von Mentorinnen, beispielsweise Laborprojekte durch. Zum Abschluss einer jeden Berufsorientierungsakademie prämiert eine Jury das beste Projekt. Seit 2010 fanden bundesweit vier Akademien statt. Als Teil des Projekts „nano4girls&leadership“, welches an das Programm „Frauen an die Spitze“ angeschlossen ist, erhält die NOrA finanzielle Unterstützung vom Bundesministerium für Bildung und Forschung (BMBF).

### NEnA
Die Nano-Entrepreneurship-Akademy (NEnA) richtet sich an Wissenschaftlerinnen in der Nanotechnologie. Mit der Akademie konzipierte das Karrierenetzwerk nano4women zusammen mit dem Bundesministerium für Bildung und Forschung eine Gründungs-Initiative. Gemeinsam fördern sie die NEnA seit 2006.
Während der Akademie werden die Teilnehmerinnen für das Thema Existenzgründung sensibilisiert. In Workshops verfolgen sie eine Gründungsidee von der Konzeption bis hin zur Vorstellung vor einer Jury. Durch die Schirmherrschaft von nano4women ist die Nano-Entrepreneurship-Akademy auch an das Aktionsprogramm „Power für Gründerinnen“ des Bundesministeriums für Bildung und Forschung angeschlossen. Mittels dieser Bundesförderung wurden von 2006 bis 2013 bundesweit insgesamt sechs einwöchige Nano – Entrepreneurship – Academies durchgeführt.

### nano+art
Die Initiative „nano + art“ war zwischen 2005 und 2010 ein in ganz Deutschland ausgeschriebener Wettbewerb. Absolventinnen und Wissenschaftlerinnen der Nanowissenschaften wurden damit aufgefordert, künstlerisch bearbeitete Mikroskopaufnahmen aus der Nanotechnologie einzureichen. Der mit Preisgeld dotierte Wettbewerb verfolgte das Ziel, Öffentlichkeit über den Zugang der Kunst für die Nanowissenschaft herzustellen. Die Initiative arbeitete dafür zusammen mit Evonik Industries, der MLU Halle-Wittenberg, Aktionslinie nanotech Hessen, der NanoStart AG u. a. Ausgewählte Exponate sind in einer Wanderausstellung, unter anderem im Rahmen der Vorstellung der Preisträger des Wettbewerbs 365 Orte im Land der Ideen der Initiative Deutschland – Land der Ideen zusammengefasst. Aus der Initiative „nano + art“ entstand später das Nano-Kurzfilm-Festival nanospots.

### nanospots
Das Nano-Kurzfilm-Festival nanospots startete erstmals im Jahr 2012. Gefördert wird die Initiative von der VolkswagenStiftung, Spektrum der Wissenschaft, Zeiss und in Zusammenarbeit mit der Martin-Luther-Universität Halle-Wittenberg. Das Filmfestival hat den Anspruch, eine Schnittstelle zwischen Wissenschaft, Filmschaffenden und der breiten Öffentlichkeit zu eröffnen, mit besonderen Bezug auf die Nanotechnologie. Die eingereichten Kurzfilme, die sowohl reale Szenen, Animationen und 3D-Effekte enthalten, werden nach einer Vorauswahl auf dem Nano-Kurzfilm-Festival präsentiert. Zu den Förderern des mit insgesamt 10.000 Euro dotierten Festivals zählen u. a. Carl Zeiss Microscopy, die Bethge Stiftung und die Aktionslinie hessen-nanotech.